# В'єнна (Вісконсин)
В'єнна (англ. Vienna) — місто (англ. town) в США, в окрузі Дейн штату Вісконсин. Населення — 1666 осіб (2020).

## Демографія
Згідно з переписом 2010 року, у місті мешкали 1482 особи в 540 домогосподарствах у складі 433 родин. Було 558 помешкань
Расовий склад населення:
| - 97,0 % — білих - 0,4 % — азіатів - 0,3 % — корінних американців - 0,2 % — чорних або афроамериканців - 1,6 % — осіб інших рас |

До двох чи більше рас належало 0,5 %. Частка іспаномовних становила 4,3 % від усіх жителів.
За віковим діапазоном населення розподілялося таким чином: 26,2 % — особи молодші 18 років, 63,2 % — особи у віці 18—64 років, 10,6 % — особи у віці 65 років та старші. Медіана віку мешканця становила 41,0 року. На 100 осіб жіночої статі у місті припадало 101,4 чоловіків;  на 100 жінок у віці від 18 років та старших — 103,3 чоловіків також старших 18 років.
Середній дохід на одне домашнє господарство  становив 136 955 доларів США (медіана — 104 417), а середній дохід на одну сім'ю — 154 056 доларів (медіана — 116 188). Медіана доходів становила 72 500 доларів для чоловіків та 56 667 доларів для жінок. За межею бідності перебувало 2,2 % осіб, у тому числі 1,7 % дітей у віці до 18 років та 5,3 % осіб у віці 65 років та старших.
Цивільне працевлаштоване населення становило 960 осіб. Основні галузі зайнятості: освіта, охорона здоров'я та соціальна допомога — 19,8 %, науковці, спеціалісти, менеджери — 16,6 %, будівництво — 11,6 %, фінанси, страхування та нерухомість — 9,8 %.